# El Salvador i olympiska sommarspelen 1972
El Salvador deltog med 11 deltagare vid de olympiska sommarspelen 1972 i München. Ingen av landets deltagare erövrade någon medalj.